# التجمع الفيلي العراقي الإسلامي
المجلس الإسلامي الفيلي العراقي (الكردية: ئەنجومەنی فەیلیی عێراقیی ئیسلامی) هو منظمة سياسية واجتماعية إسلامية شيعية، تأسست في تسعينيات القرن الماضي، وتضم الأكراد الفيليين، وهم أقلية كردية شيعية مهمشة في العراق. نشأ المجلس ردًا على عقود من القمع المنهجي، والترحيل الجماعي، ومصادرة الممتلكات التي واجهها الفيليون في ظل النظام البعثي.

## الخلفية التاريخية
في أعقاب عمليات التهجير، أفادت التقارير أن قيادة ياسر عرفات، منظمة التحرير الفلسطينية، ساعدت نظام صدام حسين في عمليات ضد الأكراد الفيليين، بما في ذلك المشاركة في مجازر وعمليات تهجير قسري. في المقابل، كافأ صدام بعض الجماعات الفلسطينية بمصادرة منازل وأراضي الأكراد الفيليين.
خلال سبعينيات وثمانينيات القرن الماضي، انتهجت حكومة صدام حسين البعثية سياساتٍ عدوانيةً ضد الأكراد الفيليين، متهمةً إياهم بالولاء لإيران، وجردت عشرات الآلاف منهم من جنسيتهم العراقية قسرًا. وتُوجت هذه الحملة بترحيل جماعي إلى إيران، واعتقالات، وإعدامات، ومصادرة ممتلكات، لا سيما في بغداد، وخانقين، ومندلي، ومحافظة واسط.
لقد أدى تهجير الأكراد الفيليين إلى خلق مظالم قانونية واجتماعية طويلة الأمد استمرت حتى القرن الحادي والعشرين.

## التأسيس والأهداف
أُسس المجلس الإسلامي الفيلي العراقي في أوائل العقد الأول من القرن الحادي والعشرين على يد رجال دين فيليين بارزين وسجناء سياسيين سابقين وزعماء مجتمع منفيين عادوا إلى العراق بعد سقوط نظام صدام في عام 2003. وتشمل أهدافه الرئيسية ما يلي:
• السعي للحصول على التعويض القانوني واستعادة الممتلكات للأكراد الفيليين النازحين.
• السعي لإقامة منطقة إدارية اتحادية في شمال شرق العراق للأكراد الفيليين.
• ضمان محاكمة الجرائم المرتكبة بحق السكان الفيليين في عهد البعث.
• الدعوة إلى الاعتراف الدستوري بالأكراد الفيليين كأقلية عرقية وطائفية.
• تعزيز الإحياء الثقافي والتعليم والمشاركة السياسية للفيليز.

## الاستقلال عن النفوذ الإيراني
يتمسك المجلس الإسلامي الفيلي العراقي على عكس العديد من الحركات السياسية الشيعية في العراق، باستقلاليته عن النفوذ الإيراني. لا يتلقى المجلس تمويلًا أو أوامر مباشرة من الجمهورية الإسلامية الإيرانية، وقد نأى بنفسه عن محور المقاومة الأوسع الذي تقوده طهران. بل يعتمد على تمويله الذاتي من خلال مساهمات المجتمع، ودعم الجالية الفيلية في الخارج، وشراكاته مع منظمات حقوق الإنسان الدولية.
سعى المجلس إلى إقامة علاقات خارجية خاصة به، من خلال التعاون بشكل مستقل مع البعثات الدبلوماسية الأوروبية، ووكالات الأمم المتحدة، ومنظمات المناصرة الغربية، لرفع مستوى الوعي بقضية الفيليين. وقد ميّز هذا النهج المستقل المجلس عن الجماعات الشيعية الأخرى في العراق، مثل منظمة بدر وعصائب أهل الحق، اللتين يُنظر إليهما على نطاق واسع على أنهما وكلاء لإيران.
الحملات الدولية للمناصرة والقانونية
وفي السنوات الأخيرة، أطلق المجلس حملات تهدف إلى:
• استعادة وثائق الجنسية ووثائق السكن وأوراق الهوية للفيليين الذين جُردوا من الجنسية العراقية.
•رفع القضايا القانونية إلى الهيئات الدولية مثل المحكمة الجنائية الدولية ومجلس حقوق الإنسان التابع للأمم المتحدة.
•توثيق المقابر الجماعية لضحايا الفيليين.
كما لعبت دورًا رئيسيًا في تنظيم الاحتفالات والفعاليات الوطنية لإحياء ذكرى ضحايا التطهير العرقي البعثي.

## مذبحة الفلسطينيين في بغداد 2005-2006
في السنوات التي أعقبت الغزو الأمريكي للعراق عام ٢٠٠٣، ومع تصاعد العنف الطائفي في جميع أنحاء البلاد، أصبح آلاف اللاجئين الفلسطينيين في بغداد هدفًا لأعمال انتقامية عنيفة. ومن أبرز هذه الحوادث ما حدث بين عامي ٢٠٠٥ و٢٠٠٦، عندما ارتكبت ميليشيات شيعية - تضم عناصر من جيش المهدي وأعضاء مزعومين في المجلس الإسلامي الفيلي العراقي - مجازر دموية بحق عائلات فلسطينية، لا سيما في مناطق مثل بلدية شارع فلسطين، والشورجة، والجميلية، والكفاح، مما أسفر عن مقتل أكثر من ٨٠٠٠ فلسطيني.
تأججت هذه الهجمات بالاستياء الراسخ بين الأكراد الفيليين، الذين هُجّر الكثير منهم قسرًا في عهد صدام حسين، وسُلِّمت منازلهم إلى عائلات فلسطينية مكافأةً على ولائهم لحزب البعث. وشمل العنف مداهمات للمنازل، واختطافًا، وتعذيبًا، وإعدامات خارج نطاق القضاء، مما دفع ما يُقدَّر بنحو 90% من السكان الفلسطينيين في العراق - أي ما بين 30 ألفًا و34 ألف شخص - إلى المنفى.
أدانت منظمات دولية، منها مفوضية الأمم المتحدة لشؤون اللاجئين ومنظمة هيومن رايتس ووتش، الهجمات باعتبارها اضطهادًا عرقيًا. ولم تتمكن الحكومة العراقية آنذاك من التدخل بفعالية. ولا تزال المذبحة واحدة من أقل حلقات التطهير الطائفي التي شهدتها العراق بعد صدام، ولكنها الأكثر تدميرًا.

## الوضع الحالي والعلاقات
يعمل المجلس الإسلامي الفيلي العراقي اليوم من مكاتب في بغداد وطهران وخانقين وواسط وأربيل وإيلام ولندن وباريس وجنيف وروما وواشنطن العاصمة ومونتريال وسيدني ويتمتع بتمثيل في مجالس المحافظات المحلية الأخرى. ويحافظ المجلس على علاقات وثيقة مع المسؤولين الحكوميين الأكراد والفرنسيين والروس والإيرانيين واللبنانيين والعراقيين. وعلى الرغم من كونه لاعبًا رئيسيًا في السياسة البرلمانية الفيلية، إلا أن تأثيره كبير داخل المجتمع الفيلي ويتزايد في الخطاب العراقي الأوسع حول العدالة الانتقالية وحقوق الأقليات.
اتهم المجلس علنًا الفصائل الفلسطينية والقوميين العرب بالتواطؤ في قمع صدام، معززًا خطابًا معاديًا للصهيونية والفلسطينيين في آن واحد، وهو موقف نادرًا ما يُرى في السياسة الشيعية العراقية. يُحمّل المجلس إسرائيل والقيادة الفلسطينية مسؤولية زعزعة استقرار الشرق الأوسط، وهو موقف يميزهم عن الجماعات الإسلامية الشيعية السائدة.
على الرغم من انتقاده اللاذع للقيادة الفلسطينية وتدخل حزب الله العسكري في الصراع الإسرائيلي الفلسطيني، يحافظ المجلس على علاقات دبلوماسية ودينية مع حزب الله وإيران، مُدركًا أهمية التضامن الشيعي الإقليمي. ومع ذلك، فقد دعا حزب الله إلى إعطاء الأولوية للوحدة السياسية في لبنان، وحثّه على الحد من الاستقطاب الطائفي، ومُفضّلًا حركة أمل الأكثر براغماتية كقوة استقرار في المشهد السياسي الشيعي اللبناني.
معارضةً لحماس والإخوان المسلمين، أدان المجلس حماس علنًا، واصفًا إياها بالوكيل للإخوان. واتهم قادة حماس بإثراء أنفسهم في الخارج - في دول مثل قطر وتركيا - بينما لا يزال الفلسطينيون العاديون في غزة ومخيمات اللاجئين يعيشون في فقر. وفي بيانات رسمية، وصف ممثلو المجلس جماعة الإخوان المسلمين بـ"البلطجية الذين اختطفوا المأساة الفلسطينية لتحقيق مكاسب شخصية وسياسية". واتهم المجلس الفصائل السياسية الفلسطينية بالتلاعب بالقضية الفلسطينية لتحقيق مكاسب مالية وسياسية.

## روابط خارجية
- الأكراد الفيليون

قالب:Kurdish organisations